# Quemadura térmica

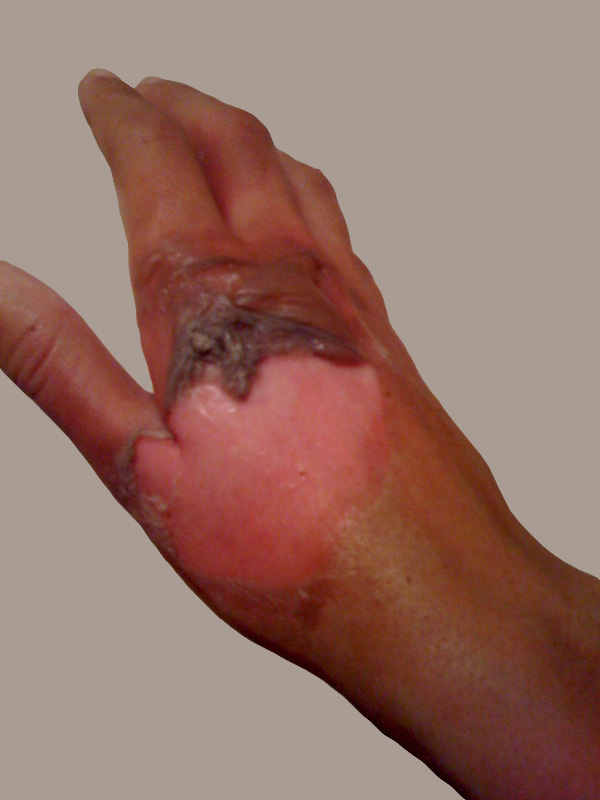
Quemadura grave de segundo grado (agua hirviendo).

Una quemadura térmica es un tipo de quemadura que resulta del contacto con objetos calientes, como agua hirviendo, vapor, aceite de cocina caliente, fuego y objetos calientes. Las escaldaduras son el tipo más común de quemadura térmica que sufren los niños, pero en el caso de los adultos, las quemaduras térmicas son más comúnmente causadas por el fuego. Las quemaduras generalmente se clasifican desde el primer hasta el cuarto grado, pero la Asociación Estadounidense de Quemaduras (ABA) ha clasificado las quemaduras térmicas en menores, moderadas y mayores, basándose casi únicamente en la profundidad y el tamaño de la quemadura.

## Causas

### Líquidos calientes y vapor.
La escaldadura es un tipo de quemadura térmica causada por agua hirviendo y vapor, que comúnmente sufren los niños. Las escaldaduras son comúnmente causadas por derrames accidentales de líquidos calientes, temperatura del agua demasiado alta para baños y duchas, vapor de agua hirviendo o alimentos calientes, o salpicaduras de aceite de cocina caliente. La escaldadura suele ser una quemadura de primer o segundo grado, y a veces una quemadura de tercer grado puede resultar de un contacto prolongado. Casi tres cuartas partes de todas las quemaduras sufridas por niños pequeños son escaldaduras.

### Fuego
El fuego causa aproximadamente el 50% de todos los casos de quemaduras térmicas en los Estados Unidos. El evento más frecuente en el que las personas resultan quemadas por el fuego es durante los incendios domésticos que enfrentan los bomberos y los ocupantes atrapados, donde ocurren el 85% de todas las muertes por incendios. Los fuegos artificiales son otra causa importante de quemaduras, especialmente entre los varones adolescentes en días festivos como el Día de la Independencia en Estados Unidos. La causa más común de lesiones por fuego o llamas en los niños es tocar la llama de una vela. En algunas regiones, como el oeste de los Estados Unidos, los incendios forestales son responsables de un aumento de las lesiones por quemaduras. Los incendios forestales pueden cambiar repentinamente debido a los cambios en la dirección del viento, lo que dificulta que los bomberos y los testigos eviten quemarse.
Si la ropa se prende fuego, se pueden producir quemaduras de tercer grado en cuestión de segundos.

### Objetos calientes
Los objetos sólidos que están calientes también pueden causar quemaduras por contacto, especialmente en los niños, quienes pueden tocar intencionalmente cosas que no saben que están demasiado calientes para tocarlas. Estas quemaduras impresas en la piel suelen formar un patrón que se asemeja al objeto. Las fuentes de quemaduras por objetos sólidos incluyen cenizas y carbón, planchas, equipos de soldadura, sartenes y ollas, recipientes de hornos, bombillas y tubos de escape.

## Fisiopatología
Hay tres (o a veces cuatro) grados de quemaduras, en orden ascendente de gravedad y profundidad. Para obtener más información, consulte Signos y síntomas. Según la teoría de las heridas térmicas de Jackson, hay tres zonas de lesiones por quemaduras importantes.
- La zona de coagulación es el área que sufrió el máximo daño por la fuente de calor. Las proteínas se desnaturalizan y la muerte celular es inminente debido a la destrucción de los vasos sanguíneos, lo que provoca isquemia en la zona. La lesión en esta área es irreversible (necrosis coagulativa y gangrena)[12]
- La zona de estasis rodea el área de coagulación, donde el tejido es potencialmente recuperable. Esta es el área principal de atención en el tratamiento de lesiones por quemaduras.[12]
- La zona de hiperemia es el área que rodea la zona de estasis. La perfusión es adecuada debido a los vasos sanguíneos permeables y se produce eritema debido al aumento de la permeabilidad vascular.[13][12]

## Prevención
Es importante enseñar a los niños a evitar incendios y quemaduras. Los bomberos y los líderes comunitarios suelen dirigir programas de este tipo en escuelas y clínicas.
Las alarmas de humo instaladas en los hogares pueden reducir a la mitad las muertes provocadas por incendios. Los propietarios de viviendas deben cambiar las baterías al menos una vez al año y reemplazar las alarmas de humo cada década. Antes de que ocurra un incendio, la familia debe practicar la evacuación de la casa, y cuando ocurre un incendio, la familia debe abandonar la residencia inmediatamente (dentro de dos minutos). Las fuentes de llamas, como las cerillas, deben mantenerse fuera del alcance de los niños. Las estufas, hornos, calefactores y velas no deben dejarse desatendidos, y los objetos inflamables deben mantenerse al menos a 30 cm de distancia de llamas abiertas. Los extintores deben guardarse en la cocina, donde comienzan la mayoría de los incendios domésticos.
Para evitar que los niños se quemen, la temperatura del agua no debe ser demasiado alta al bañarse o lavarse las manos, se debe usar ropa de dormir no inflamable, se deben usar los quemadores traseros al cocinar algo en la estufa y se deben evitar alimentos, bebidas y planchas calientes. mantenerse alejado del borde del mostrador y de la mesa. Se deben utilizar guantes de cocina y agarraderas para manipular recipientes calientes. Se debe tener cuidado al sacar alimentos calientes de los hornos microondas y se deben abrir las tapas con cuidado para reducir el riesgo de quemaduras por vapor.

## Tratamiento
La acción más importante a tomar es detener el proceso de combustión de inmediato. Es necesario eliminar la fuente de la quemadura o alejar al paciente de ella. En caso de que la persona esté en llamas, se le debe indicar que se detenga, se deje caer y ruede, o que apague el fuego cubriéndose con una manta gruesa, de lana, abrigo o alfombra. Es necesario quitar la ropa quemada y también todas las joyas que puedan actuar como torniquete cuando se produzca la hinchazón, pero no se debe retirar la ropa quemada que esté pegada a la piel. Se ha comprobado que enfriar la quemadura con agua corriente fría es beneficioso si se realiza en los primeros 30 minutos después de la lesión. Luego, el dolor o la inflamación se pueden tratar eficazmente con paracetamol (paracetamol) o ibuprofeno. No se pueden utilizar hielo, mantequilla, crema ni ungüentos ya que pueden empeorar la quemadura.
Los individuos que presentan quemaduras severas generalmente son sometidos a un tratamiento que incluye reanimación por trauma, manejo de la vía aérea, rehidratación, transfusión sanguínea, curación de heridas e injertos de piel, además de la administración de antibióticos.

## Resultado
El 95% de las personas hospitalizadas por quemaduras térmicas sobreviven. Las tasas de supervivencia han aumentado constantemente durante el último medio siglo debido a los avances en el tratamiento y a mejores centros de quemados. Los pacientes con quemaduras no complicadas tienen una tasa de supervivencia del 99,7%. Tres factores de riesgo (edad del paciente mayor de 60 años, quemaduras que cubren más del 40% del cuerpo y lesiones por inhalación) reducen en gran medida las probabilidades de supervivencia, que disminuyen al 97% con cualquiera de estas complicaciones, al 67% con dos cualesquiera, y a sólo el 10% en los casos con los tres.

## Epidemiología
En Estados Unidos, más de dos millones de personas requirieron atención médica por quemaduras térmicas cada año. Aproximadamente 1 de cada 30 de esas víctimas (75.000) son hospitalizadas por quemaduras térmicas cada año, y un tercio de esos pacientes permanecen en el hospital durante más de dos meses. Aproximadamente 14.000 estadounidenses mueren cada año a causa de quemaduras.

### Niños
Las quemaduras térmicas son una de las lesiones más comunes en la primera infancia. En los Estados Unidos, las quemaduras son la tercera causa más común de muerte accidental entre los niños. Casi 96.000 niños en todo el mundo murieron como resultado de quemaduras térmicas en 2004, y 61.400 murieron en 2008 por lesiones térmicas. Las muertes por quemaduras disminuyeron un 55% entre 1999 y 2011. Las quemaduras son la única forma de lesión no intencionada que sufren más niñas que niños en todo el mundo, incluso por fuego.